# Patriot Act with Hasan Minhaj
Patriot Act with Hasan Minhaj è stato un programma televisivo statunitense in onda su Netflix dal 28 ottobre 2018 al 28 giugno 2020 e presentato da Hasan Minhaj.
Tutti gli episodi erano disponibili su YouTube con lo stesso titolo di quelli di Netflix. La serie è stata creata da Hasan Minhaj e Prashanth Venkataramanujam e prodotta da Jim Margolis, Michelle Caputo, Shannon Hartman, and Jennie Church-Cooper. Il programma ha prodotto 6 stagioni e ha vinto vari premi.

## Premessa
Il programma ha l'intenzione di 

## Produzione
Il 1º marzo 2018 è stato annunciato che Netflix ha dato l'ordine di creare un programma settimanale a Hasan e Prashanth. Sono stati previsti come produttori Minhaj, Venkataramanujam, Michelle Caputo, Shannon Hartman, and Jennie Church-Cooper. Il 7 giugno è stato annunciato che Jim Margolis sarebbe stato tra i produttori. Il 9 agosto è stato rivelato il titolo e la data di debutto. La seconda stagione è iniziata il 10 febbraio 2019, la terza il 12 maggio, la quarta il 4 agosto e la quinta il 10 novembre. La sesta stagione, prevista per il 19 marzo, è iniziata il 17 maggio 2020. Nell'agosto 2020 il programma è stato cancellato.

## Marketing
Il primo trailer è stato pubblicato il 4 ottobre 2018.

## Edizioni
| Edizione | Inizio           | Fine             | Episodi |
| -------- | ---------------- | ---------------- | ------- |
| 1        | 28 ottobre 2018  | 2 dicembre 2018  | 7       |
| 2        | 10 febbraio 2019 | 17 marzo 2019    | 6       |
| 3        | 12 maggio 2019   | 16 giugno 2019   | 6       |
| 4        | 4 agosto 2019    | 8 settembre 2019 | 6       |
| 5        | 10 novembre 2019 | 22 dicembre 2019 | 7       |
| 6        | 17 maggio 2020   | 28 giugno 2020   | 7       |

## Premi e riconoscimenti
| Anno | Premio                         | Risultato | Assegnato a  |
| ---- | ------------------------------ | --------- | ------------ |
| 2019 | Webby Award                    | Vinto     | Hasan Minhaj |
| 2019 | Webby Award                    | Vinto     | Deep CUTS    |
| 2019 | Webby Award                    | Nominato  | Patriot Act  |
| 2019 | Persona più influente al mondo | Vinto     | Hasan Minhaj |
| 2019 | Peabody Award                  | Vinto     | Patriot Act  |
| 2019 | Emmy Award                     | Vinto     | Patriot Act  |